# トルバドール音楽事務所
株式会社トルバドール音楽事務所（トルバドールおんがくじむしょ）は日本の芸能事務所。主に声優、歌手のマネージメントを行っている。

## 所属声優

### 男性
| あ行 - 青野和通 - 石井貴之 - 大園卓朗 さ行 - 鈴木功憲 | た行 - 髙橋和也 - 竹内正男 - 玉造光孝 な行 - 野端一史 | は行 - 早見淳平 - 平本雄 ま行 - 溝上秀行 - 宮川佳大 - 宮野隆矢 や〜わ行 - 和田透 |

### 女性
| あ行 - 碧海凪紗 - 荒嶽恵 - 飯田かおり | か行 - 黒川桂 た行 - 田上美香 | な行 - 錦部咲子 や行 - 山口悠紀子 - 山崎二美子 - 米倉あや |

## かつて所属していた主な声優

### 男性
- 遠藤章史（フリー）
- 飯田利信（フリー）
- 大栗伸慶（フリー）
- 葛城政典（引退）
- 菊池正美（現所属：ケンユウオフィス）
- 立木文彦（現所属：大沢事務所）
- 田邉真悟
- 西村朋紘（フリー）※当事務所の前身事務所の結成に携わる
- 巻島直樹（オフィス薫に移籍後死去）
- 宮嶋靖郁（現所属：Earning(アァニング)）

### 女性
- 上村貴子
- 大塚智子
- 岡本麻見
- 稀代桜子（現所属：賢プロダクション）
- TARAKO（在籍中に死去）
- 中川亜紀子（現所属：mitt management）
- nobuko（現所属：プリズム）
- 早川沙希（現所属：Earning(アァニング)代表）
- ぶんごあつこ
- 松岡美佳